# Montezumia azteca
Montezumia azteca är en stekelart som beskrevs av Henri Saussure 1875. Montezumia azteca ingår i släktet Montezumia och familjen Eumenidae. Inga underarter finns listade i Catalogue of Life.